# Einbalsamierung
Einbalsamierung ist ein Begriff aus dem Bestattungswesen.

## Bedeutung und Herkunft des Begriffes
Unter „Einbalsamierung“ im engeren Sinn versteht man eine vom Menschen künstlich durch besondere Verfahren herbeigeführte vorübergehende Leichenkonservierung, ohne dass die dauerhafte Erhaltung des toten Körpers dabei von vornherein das Ziel ist. Im Unterschied dazu verweist Mumifizierung auf eine Leichenkonservierung, die zwar ebenfalls künstlich durch besondere Verfahren herbeigeführt wurde, aber von vornherein auf möglichste Langfristigkeit ausgelegt ist.
Die Herkunft des Begriffs „Einbalsamierung“ scheint sich von der alten Praxis abzuleiten, die Körper gestorbener Menschen oder Tiere mit Gemischen aus Harzen und ätherischen Ölen (Balsame) zu behandeln. Die Verwendung von Balsam für Leichen war im Altertum im Orient weit verbreitet; unter anderem wird die Salbung Verstorbener auch im Neuen Testament im Zusammenhang mit der Grablegung Jesu Christi erwähnt. Dies geschah aus ähnlichen Gründen, aus denen heutige Bestatter eine hygienische Totenversorgung durchführen; die Übergänge zur Thanatopraxie im engeren Sinne sind fließend.

## Einbalsamierung als Synonym für künstliche Leichenkonservierung
Im Deutschen werden die Begriffe „Einbalsamierung“, „Mumifizierung“ und „Mumifikation“ besonders im Journalismus und in der Umgangssprache fälschlicherweise oft synonym gebraucht, mitunter sogar als Ausdruck für „jegliche Art“ von künstlich herbeigeführter Leichenkonservierung. Obwohl sie thematisch eng miteinander verwandt sind, kann eine derartige Gleichsetzung der Begriffe aufgrund der Unterschiedlichkeit der jeweils zugrunde liegenden Verfahren nicht vorgenommen werden. Der laienhafte Sprachgebrauch kann daher leicht zu Missverständnissen in der Frage führen, welche Konservierungsmethode im Einzelfall tatsächlich bei einem Leichnam angewandt wurde.

## Einbalsamierung als Synonym fürModern Embalming
Modern Embalming ist eine Technik zur übergangsweisen Leichenkonservierung, die auf der Verwendung formaldehydhaltiger desinfizierender Lösungen beruht und deren Anwendung zur Thanatopraxie gerechnet wird. Sie findet hauptsächlich dort Verwendung, wo vor der endgültigen Bestattung eine offene Aufbahrung der Verstorbenen üblich ist, wie in den USA, Großbritannien, Russland oder auch Armenien. Bei der Überführung von Verstorbenen ins Ausland kommt das Verfahren ebenfalls häufig zum Einsatz. Beim Modern Embalming wird die Haltbarkeit des Leichnams verlängert, indem das Blut mittels Pumpen durch einen verwesungshemmenden Wirkstoff ersetzt wird. Eine langfristige Konservierung auch nach der Beisetzung, wie bei der Mumifizierung im Alten Ägypten, wird dadurch nicht angestrebt. Die endgültige Bestattung erfolgt entweder durch Begräbnis oder Kremation.

## Einbalsamierung als Vorstufe der Mumifizierung
Um die langfristige Erhaltung eines toten Körpers erreichen zu können, muss zunächst der nach dem Tod einsetzende Zerfall des Leichnams verzögert oder verhindert werden, namentlich durch Behandlung des Körpers mit fäulniswidrigen Substanzen. Erst wenn dies erreicht ist, kann durch zusätzliche Maßnahmen eine weiter reichende Haltbarkeit des Leichnams herbeigeführt werden. Eine zu diesem Zweck durchgeführte „Einbalsamierung“ oder „Balsamierung“ stellt somit einen Teil des Mumifizierungsvorganges dar. Die Kunst der künstlich durch besondere Verfahren herbeigeführten langfristigen Leichenkonservierung wurde schon im Altertum von den Assyrern, Persern und Ägyptern praktiziert; ihre Verfahren sind nicht in allen Einzelheiten bekannt. Nach Diodors ungenauerer Beschreibung wurden die Körperhöhlen entleert und mit aromatischen Substanzen (wie Asphalt) gefüllt und danach die ganzen Leichen einige Monate in Lösungen von Nitron und Natron gelegt. Die Einbalsamierer im Alten Ägypten waren eine sozial tiefstehende Menschengruppe und hatten, bevor sie die mumifizierenden Substanzen zum Einsatz brachten, zunächst Eingeweide und (durch die Nase) das Gehirn, bei weniger Vermögenden nur die Bauch- und Brusteingeweide, gegebenenfalls auch nur die Baucheingeweide, aus den Leichen zu entfernen.

## Einbalsamierung als anatomische Fixierung
In der Biologie und Medizin, speziell der Pathologie, wird die künstliche Haltbarmachung histologischer oder anatomischer Präparate durch Methoden der Einbalsamierung auch als „Fixierung“ bezeichnet. Sie wird in einer langwierigen Präparation mit Ethanol, Formaldehyd, Glycerin und verschiedenen anderen chemischen Zusätzen vorgenommen. Im Einzelfall sind die verwendeten Fixierungsmittel abhängig von der weiteren Verwendung des Präparats.